# Характеристическое число (интегральные уравнения)
Характеристическое число ядра интегрального уравнения — это комплексное значение {\displaystyle \lambda }, при котором однородное интегральное уравнение Фредгольма второго рода
{\displaystyle \varphi (x)=\lambda \int _{G}K(x,y)\varphi (y)\,dy}
имеет нетривиальное (то есть не равное тождественно нулю) решение {\displaystyle \varphi (x)}, называемое собственной функцией. Здесь {\displaystyle G} — область в {\displaystyle \mathbb {R} ^{n}}, {\displaystyle K(x,y)} — ядро интегрального уравнения. Характеристические числа — это величины, обратные собственным значениям интегрального оператора с ядром {\displaystyle K(x,y)}. Значения {\displaystyle \lambda }, не являющиеся характеристическими числами, называются регулярными. Если {\displaystyle \lambda } — регулярное значение, интегральное уравнение Фредгольма второго рода
{\displaystyle \varphi (x)=\lambda \int _{G}K(x,y)\varphi (y)\,dy+f(x)}
имеет единственное решение при любом свободном члене {\displaystyle f(x)}; характеристические числа — это «особые точки», в которых решения не существует или существует бесконечно много решений в зависимости от свободного члена {\displaystyle f(x)}.

## Свойства
Характеристические числа непрерывного ядра обладают следующими свойствами:
- Множество характеристических чисел счётно и не имеет конечных предельных точек.
- Кратностью характеристического числа называется число отвечающих ему линейно независимых собственных функций. Кратность каждого характеристического числа конечна.
- Из первых двух свойств вытекает, что характеристические числа можно пронумеровать в порядке возрастания их модуля:

{\displaystyle |\lambda _{1}|\leq |\lambda _{2}|\leq \dots ,}
повторяя при этом число {\displaystyle \lambda _{k}} столько раз, какова его кратность.
- {\displaystyle {\bar {\lambda }}_{1},\,{\bar {\lambda }}_{2},\dots } — все характеристические числа союзного ядра {\displaystyle K^{*}(x,y)={\overline {K(y,x)}}}.
- Если {\displaystyle \lambda _{k}\neq \lambda _{i}} и {\displaystyle \varphi _{k}=\lambda _{k}K\varphi _{k}}, {\displaystyle \psi _{i}={\bar {\lambda }}_{i}K^{*}\psi _{i}}, то есть {\displaystyle \varphi _{k}} и {\displaystyle \psi _{i}} — собственные функции ядер {\displaystyle K(x,y)} и {\displaystyle K^{*}(x,y)} соответственно, то {\displaystyle (\varphi _{k},\psi _{i})=0} — собственные функции ортогональны в пространстве {\displaystyle L_{2}(G)}.
- Повторное ядро {\displaystyle K_{p}(x,y)} имеет характеристические числа {\displaystyle \lambda _{k}^{p}} и те же собственные функции {\displaystyle \varphi _{k}}, что и ядро {\displaystyle K(x,y)}.
- Обратно, если {\displaystyle \mu } и {\displaystyle \varphi } — характеристическое число и соответствующая собственная функция повторного ядра {\displaystyle K_{p}(x,y)}, то по крайней мере один из корней {\displaystyle \lambda _{j},\,j=1,2,\dots ,p,} уравнения {\displaystyle \lambda ^{p}=\mu } является характеристическим числом ядра {\displaystyle K(x,y)}[3].
- Множество характеристических чисел эрмитова непрерывного ядра не пусто и расположено на вещественной оси, система собственных функций может быть выбрана ортонормированной[4].
- Характеристические числа совпадают с полюсами резольвенты[2].
- Вырожденное ядро имеет конечное число характеристических чисел[5].
- Непрерывное ядро Вольтерры не имеет характеристических чисел[6].